# Ethel Lynn Beers
Ethel Lynn Beers (ur. 13 stycznia 1827, zm. 11 października 1879) – amerykańska poetka.

## Życiorys
Ethel Lynn Beers urodziła się w Goshen w stanie Nowy Jork jako Ethelinda Eliot. Jej przodkiem był purytański misjonarz John Eliot (1604-1690), nazywany "Apostołem Indian". Ponieważ nie lubiła swojego panieńskiego nazwiska (uważając je za zbyt pospolite), utwory literackie podpisywała Ethel Lynn. W wieku dziewiętnastu lat
poślubiła Williama H. Beersa i zaczęła publikować pod jego nazwiskiem. Poetka zmarła w wieku pięćdziesięciu dwóch lat w Orange w stanie New Jersey, w dzień po ukazaniu się jej tomiku All Quiet Along the Potomac and Other Poems.

## Twórczość
Najbardziej znanym utworem poetki jest wiersz All Quiet Along the Potomac, pierwotnie noszący tytuł The Picket Guard. Został on opublikowany w piśmie Harper's Weekly 30 listopada 1861 roku. Opowiada on o wojnie secesyjnej.